# Cryptotaenia japonica
Петру́шка япо́нська або Мі́цуба (лат. Cryptotaenia japonica, C. canadensis subsp. japonica; яп. 三つ葉, ミツバ) — вид багаторічної рослини роду криптотенія (Cryptotaenia) родини зонтичних (Apiaceae). Поширений в Японії, де називається міцуба — «трилисником» через форму листя. Росте на теренах Кюсю, Сікоку та південного Хонсю. Висота рослини — близько 40 см. Квітне у червні — серпні. Квітка має п'ять маленьких пелюсток білого кольору. Існують дикі й одомашнені підвиди. Стебло та листя вживається в їжу. Багата на β-каротин.